# الکساندرا ماتویچوک
اولکساندرا ویاچسلاویونا ماتویچوک (اوکراینی: Олександра В’ячеславівна Матвійчук; زاده ۸ اکتبر ۱۹۸۳) یک وکیل حقوق بشر اوکراینی و پیشرو جامعه مدنی در کیف واقع گردیده‌است. ماتویچوک مسئولیت سازمان غیرانتفاعی مرکز آزادی‌های مدنی عهده‌دار می‌باشد و یک جنگجوی انفعال برای اصلاح‌های دموکراتیک در کشورش و ناحیه او اس سی یی می‌باشد.

## تحصیلات
ماتویچوک در دانشگاه ملی تاراس شوچنکو کیف مشغول تحصیل بود و در سال ۲۰۰۷ فارغ‌التحصیل شد و مدرک ال ال ام به او تحویل داده شد. در سال ۲۰۱۷، ماتویچوک نخستین زنی بود که در برنامهٔ رهبرهای تازهٔ اوکراینی دانشگاه استنفورد شرکت نمود.

## حرفه
از سال ۲۰۱۲، اولکساندرا جزو شورای تدبیری تحت نظر کلانتر حقوق بشر در رادای عالی اوکراین بوده.
بعد از منکوب نمودن قهرآمیز راهپیمایی‌های صلح‌طلبانه در میدان استقلال کیف در تاریخ ۳۰ نوامبر ۲۰۱۳، وی ابداع مدنی یورو میدان اس او اس را متحد نمود. هدف یورو میدان اس او اس عرضهٔ کمک‌های حقوقی به قربانی‌های یورو میدان در کیف و نظایر شهرهای کشور و همچنین گردآوری و جداسازی و تحلیل نمودن اطلاعات برای پاسداری از اعتراض‌کنندگان و عرضهٔ ارزیابی‌های موقت از موقعیت بود. ماتویچوک از آن هنگام تا به امروز چندین هشتگ بسیج بین‌المللی برای آزادی زندانیان عقیدتی همانند هشتگ بگذار افراد من بروند و اقدام جهانی هشتگ نجات اولگ سنتسف برای آزادی زندانی‌های غیرقانونی در روسیه و کریمه و دونباس اشغال شده اجرا نموده‌است. وی نویسندهٔ تعدادی اعلامیه به نهادهای گوناگون سازمان ملل، شورای اروپا، اتحادیهٔ اروپا، او اس سی یی و چندین مورد فرستاده به دادگاه کیفری بین‌المللی در هاوگ می‌باشد.

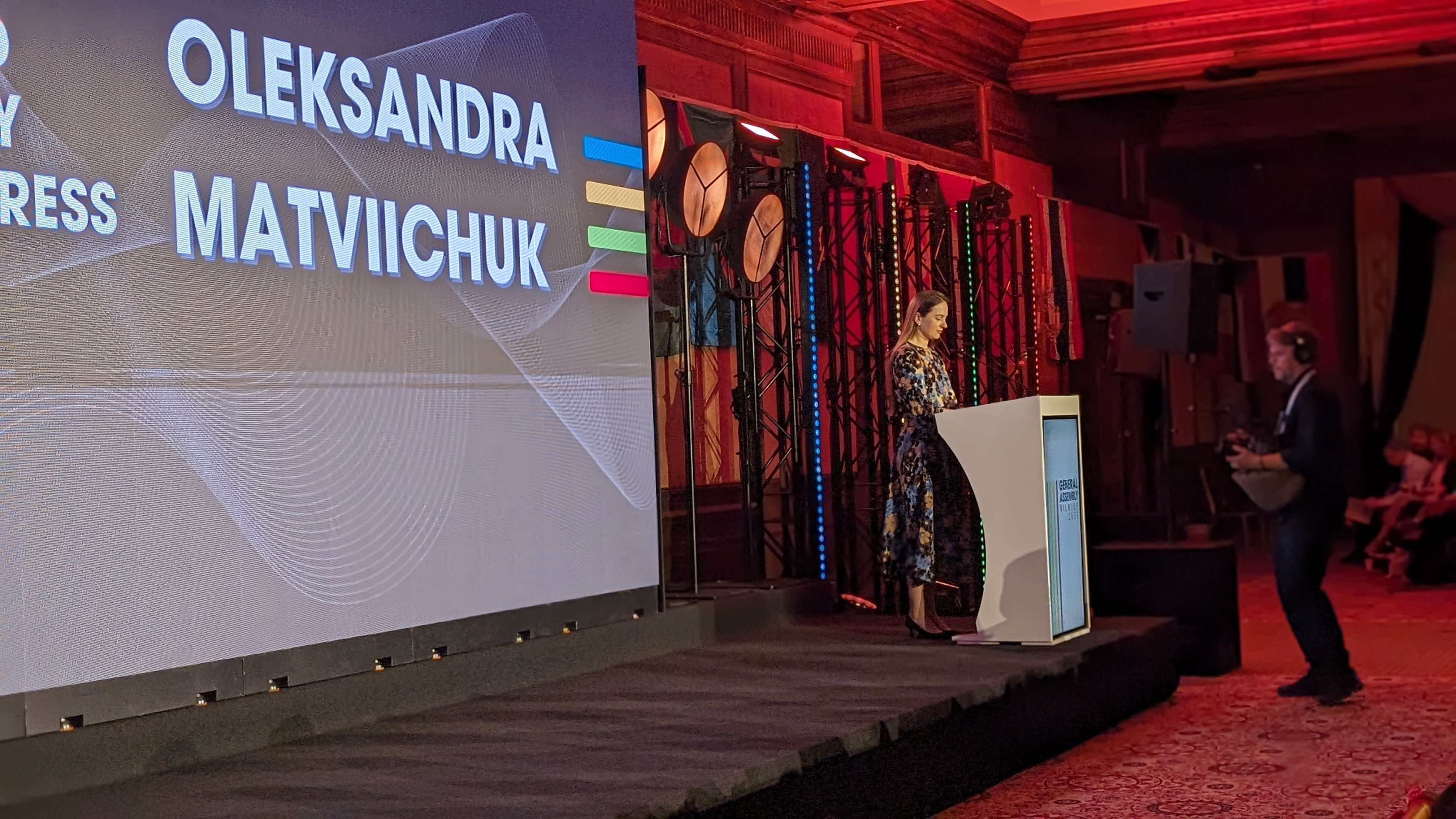

در تاریخ ۴ ژوئن ۲۰۲۱، اولکساندرا به انجمن سازمان ملل متحد برضد تنبیه نمودن معرفی گردید و به عنوان نخستین نامزدهای زن اوکراین برای هموندی در هیئت مقاوله سازمان ملل، تاریخ را ثبت نمود. وی در یک پلافرم برای محدود نمودن خشونت برضد زن‌ها در جنگ شرکت نمود.
میان انقلاب کرامت و ۲۰۲۲، او بر مستندسازی جرم‌ها و جنایت‌های جنگی در طول جنگ در دونباس متمرکز شد. وی در سال ۲۰۱۴ با معاون رئیس‌جمهور کنونی ایالات متحده، جو بایدن دیدار نمود و از حمایت بیشتر تسلیحاتی برای کمک نمودن به اتمام رساندن به تهاجم حمایت نمود.
بعد از تهاجم روسیه به اوکراین در سال ۲۰۲۲، اولکساندرا در مقدار بسیاری از رسانه‌های بین‌المللی پدیدار گردید تا جامعهٔ مدنی اوکراین را نمایندگی نماید، به خصوص در رابطه با موضوعات در رابط با به آواره‌های داخلی و دربارهٔ موضوع جنایت‌های جنگی، و همچنین نظایر جزئیات حقوق بشر. به اعلامیهٔ فارین پالیسی، او از تشکیل یک «دادگاه ترکیبی» خصوصی برای بررسی مسئله‌های جرم‌ها و جنایت‌های جنگی و نقض حقوق بشر به دلیل تعداد بسیار مسئله‌ها حمایت نمود.

## جوایز و دستاوردها
در سال ۲۰۰۷، ماتویچوک به دلیل «افتخارهای ویژه در این سابقه، موقعیت مدنی روشن و حضور انفعال در مکان فرهنگی اوکراین» جایزهٔ واسیل استوس را کسب نمود. او جوان‌ترین برندهٔ تاریخ این جایزه می‌باشد.
"رونق آزادی"- خلاصهٔ اعلامیهٔ مردمی سازمان‌های حقوق بشر در مورد جرم‌ها و جنایت‌ها بر ضد انسانیت ارتکابی در دوره یورومیدان

## انتشارات اصلی به زبان انگلیسی
- «شبه جزیرهٔ وحشت: تاریخ‌های تصرف و رد نمودن حقوق بشر در کریمه»
- «۲۸ وثیقه کرملین» - نقض مهم و رویداد آزادی[۱۵]